# Lodewijk Woltjer

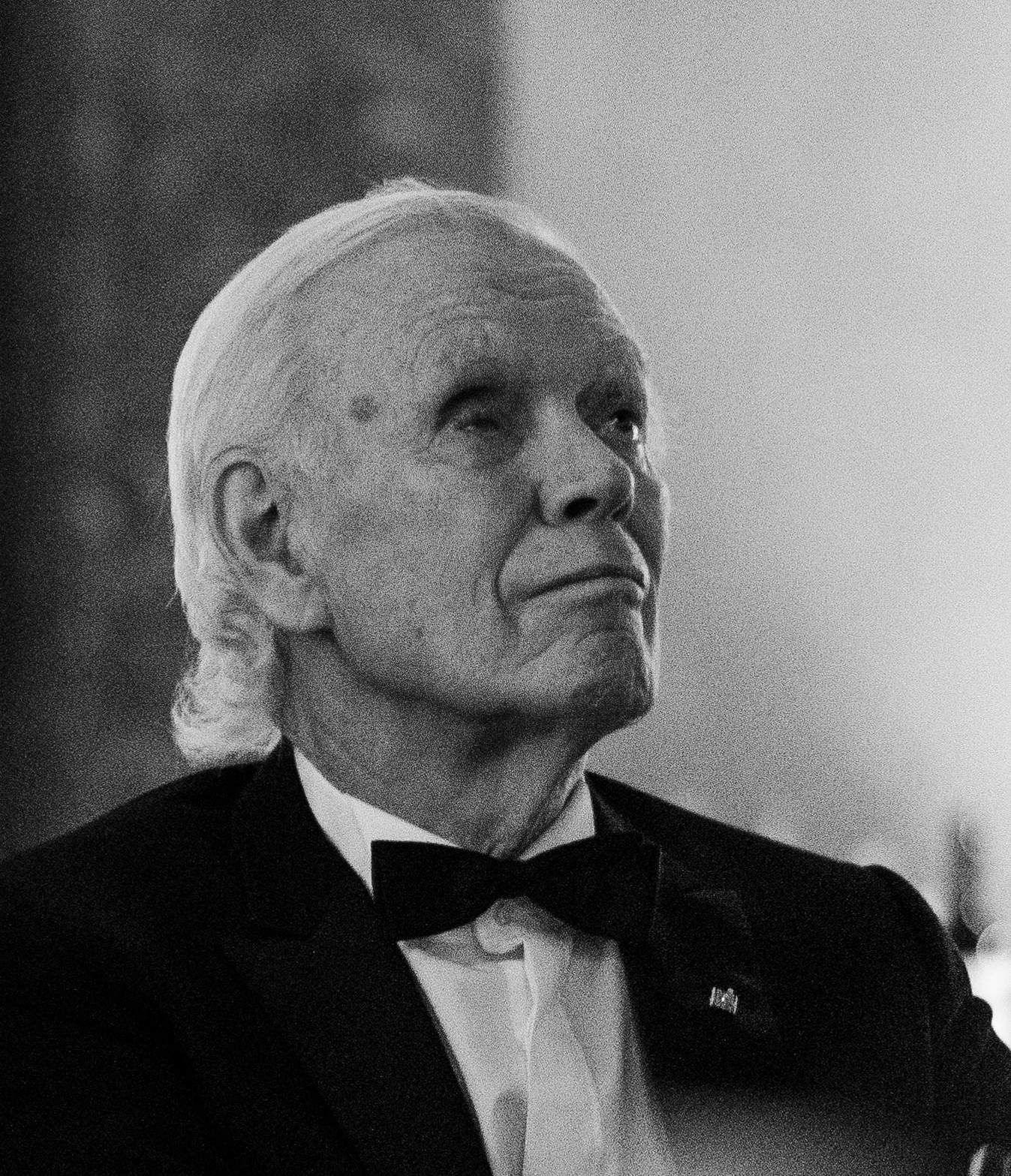
Lodewijk Woltjer, 2012

Lodewijk Woltjer (* 26. April 1930 in Noordwijk; † 25. August 2019 in Genf) war ein niederländischer Astronom.
Woltjer war Sohn des Astronomen Jan Woltjer. Er studierte in Leiden, wo er 1957 bei Jan Oort mit einer Arbeit über den Krebsnebel promoviert wurde. Es folgten Forschungsaufenthalte an verschiedenen amerikanischen Universitäten und die Ernennung zum Professor für theoretische Astrophysik und Plasmaphysik in Leiden.
Von 1964 bis 1974 war er Rutherford Professor of Astronomy und Leiter des Astronomie-Departments an der Columbia University in New York.
Von 1975 bis 1987 war er Generaldirektor des European Southern Observatory (ESO), wo er den Bau des Very Large Telescope in die Wege leitete, sowie von 1994 bis 1997 Präsident der Internationalen Astronomischen Union.
Woltjer wurde 1987 mit der Karl-Schwarzschild-Medaille ausgezeichnet. 1980 wurde er zum Fellow der American Association for the Advancement of Science gewählt. Seit 1990 war er ordentliches Mitglied der Academia Europaea und seit 1994 der American Academy of Arts and Sciences sowie der Russischen Akademie der Wissenschaften.